# Aston Martin Valkyrie
Aston Martin Valkyrie (кодовые обозначения AM-RB 001 и Nebula) — гибридный спортивный автомобиль, совместно выпускавшийся британскими автопроизводителями Aston Martin, Red Bull Racing Advanced Technologies и несколькими другими компаниями.
Valkyrie является продуктом сотрудничества между Aston Martin и Red Bull Racing для разработки автомобиля, ориентированного на трек, полностью пригодного для использования и удовольствия в качестве дорожного автомобиля, задуманного Эдрианом Ньюи, Энди Палмером, Кристианом Хорнером и Саймоном Спроулом. Ньюи — главный технический директор Red Bull Racing — внёс непосредственный вклад в разработку автомобиля.

## Описание
Первоначально автомобиль назывался Nebula (акроним от Newey, Red Bull и Aston Martin). Оригинальное название — AM-RB 001 (Aston Martin-Red Bull 001). Число 001 может быть отсылкой к тому, что это был первый серийный автомобиль, разработанный компаниями Aston Martin и Red Bull.
В марте 2017 года производитель Aston Martin сообщил, что автомобиль будет называться Valkyrie в честь скандинавских мифологических персонажей. По словам Red Bull, название было выбрано для того, чтобы продолжить традицию номенклатуры «V» автомобилей Aston Martin и выделить автомобиль как автомобиль с высокими эксплуатационными характеристиками (буква «V» была использована в качестве отличительного фактора). Aston Martin Valhalla, также известный как «Сын Валькирии» (англ. «Son of Valkyrie»), назван в честь мифологического места Вальхалла.

## Технические характеристики
Aston Martin Valkyrie оснащён 6,5-литровым атмосферным двигателем Aston Martin-Cosworth RA V12 в паре с семиступенчатой автоматизированной трансмиссией и электродвигателем мощностью 119 кВт (160 л. с.).

## Модификации
- Valkyrie AMR Pro[27][28]
- Valkyrie Spider
- Valkyrie AMR-LMH[29][30][31][32][33][34][35][36][37][38][39][40][41][42][43][44]

## Галерея
- Вид сзади
- Интерьер
- Aston Martin Valkyrie AMR Pro
- Aston Martin Valkyrie AMR Pro
- Серийная версия Valkyrie AMR Pro на трассе «Лагуна Сека», 2022 год